# آروسی (داغستان)
آروسی (به لاتین: Arussi) یک منطقهٔ مسکونی در روسیه است که در داغستان واقع شده‌است.